# Coupe de France de hockey sur glace 2011-2012
Navigation
Coupe de France 2011 Coupe de France 2013
La saison 2011-2012 de la Coupe de France de hockey sur glace. La finale se joue au POPB de Paris le 29 janvier 2012.

## Premier tour
| 1er octobre 2011 | Comètes de Meudon D2 | 5-6 (3-2, 0-2, 2-2) | D2 Castors d'Asnières | Patinoire municipale, Meudon |

| 1er octobre 2011 | Chevaliers du Lac d'Annecy D2 | 2-7 (1-1, 0-2, 1-4) | D2 Boucaniers de Toulon | Complexe Jean Régis, Annecy 180 spectateurs |

| 1er octobre 2011 | Remparts de Besançon D3 | 5-8 (2-1, 1-6, 2-1) | D2 Sangliers Arvernes de Clermont | Patinoire Lafayette, Besançon 200 spectateurs |

| 1er octobre 2011 | Dogs de Cholet D2 | 3-4 (2-1, 1-1, 0-2) | D2 Remparts de Tours | Pôle Sportif Glisséo, Cholet |

| 1er octobre 2011 | Renards d'Orléans D2 | 3-15 (1-4, 1-8, 1-3) | D2 Corsaires de Nantes | Orléans Gestion, Orléans 173 spectateurs |

| 1er octobre 2011 | Lions de Compiègne D2 | 7-6 (2-2, 3-2, 2-2) | D2 Élans de Champigny | Patinoire Mercières, Compiègne 300 spectateurs |

| 1er octobre 2011 | Gaulois de Châlons-en-Champagne D3 | 7-1 (3-0, 3-1, 1-0) | D3 Diables Rouges de Valenciennes | Patinoire Cités Glace, Châlons-en-Champagne 400 spectateurs |

| 1er octobre 2011 | Dock's du Havre D3 | 0-37 | D2 Peaux-Rouges d'Évry | Patinoire municipale, Le Havre |

| 1er octobre 2011 | Français Volants de Paris D2 | 11-2 (1-0, 2-2, 8-0) | D3 Chiefs de Deuil-Garges | POPB, Paris |

| 1er octobre 2011 | Éléphants de Chambéry D2 | 3-7 (1-2, 2-2, 0-3) | D2 Bouquetins de Val-Vanoise | Patinoire Buisson Rond, Chambéry 373 spectateurs |

## Seizièmes de finale
| 26 octobre 2011 | Castors d'Asnières D2 | 1-3 (1-1, 0-1, 0-1) | D2 Peaux-Rouges d'Évry | Les Courtilles 151 spectateurs |

| 25 octobre 2011 | Dragons de Rouen LM | 6-2 (2-0, 3-0, 1-2) | LM Drakkars de Caen | Île Lacroix, Rouen |

| Feuille de match | Feuille de match | Feuille de match                | Feuille de match                                                  | Feuille de match                                           |
| ---------------- | --- | ------------------------------- | ----------------------------------------------------------------- | ---------------------------------------------------------- |
|                  | Mallette (Guénette, Desrosiers) SN, 4 min 29 s Thinel (Guénette, Mallette) SN, 14 min 7 s Thinel (Elomo, Guénette) SN, 25 min 1 s Demén-Willaume (Desrosiers, Thinel) SN, 34 min 12 s Elomo (Manavian, Paré) SN, 35 min 4 s Janil (Goncalves, Gutierrez), 44 min 37 s - | 1-0 2-0 3-0 4-0 5-0 6-0 6-1 6-2 | - 46 min 26 s, Urpo (Besson) 58 min 30 s, Marie (Geslain, Buicko) | Arbitrage : Savice Fabre Maxime Durand Nicolas Piedigrossi |
| Fabrice Lhenry   | Gardiens | Clément Fouquerel               |                                                                   | Arbitrage : Savice Fabre Maxime Durand Nicolas Piedigrossi |
| 38 min           | Pénalités | 12 min                          |                                                                   | Arbitrage : Savice Fabre Maxime Durand Nicolas Piedigrossi |
|                  | |                                 |                                                                   | Arbitrage : Savice Fabre Maxime Durand Nicolas Piedigrossi |

| 25 octobre 2011 | Gothiques d'Amiens LM | 5-2 (2-0, 2-2, 1-0) | LM Bisons de Neuilly-sur-Marne | Coliséum |

| 25 octobre 2011 | Français Volants de Paris D2 | 9-3 (3-2, 3-0, 3-1) | D2 Lions de Compiègne | Patinoire des Lacs |

| 25 octobre 2011 | Albatros de Brest D1 | 9-2 (2-0, 2-1, 5-1) | D2 Remparts de Tours | Rïnkla Stadium 472 spectateurs |

| 25 octobre 2011 | Corsaires de Nantes D2 | 1-8 (1-3, 0-2, 0-3) | LM Ducs d'Angers | Petit port 792 spectateurs |

| 25 octobre 2011 | Ours de Villard-de-Lans LM | 6-2 (1-1, 2-0, 3-1) | D1 Avalanche Mont-Blanc | Patinoire André Ravix 340 spectateurs |

| 25 octobre 2011 | Brûleurs de loups de Grenoble LM | 4-1 (0-0, 2-0, 2-1) | LM Chamois de Chamonix | Patinoire Pôle Sud 2 600 spectateurs |

| 25 octobre 2011 | Bouquetins de Val-Vanoise D2 | 2-16 (0-9, 0-3, 2-4) | LM Pingouins de Morzine | P.O. Méribel 250 spectateurs |

| 25 octobre 2011 | Sangliers Arvernes de Clermont D2 | 3-10 (1-2, 2-3, 0-5) | D1 Lions de Lyon | Clermont communauté 184 spectateurs |

| 25 octobre 2011 | Orques d'Anglet D1 | 3-4 (1-2, 0-1, 2-1) | LM Rapaces de Gap | Patinoire de la Barre 950 spectateurs |

| 25 octobre 2011 | Boucaniers de Toulon D2 | 1-8 (1-1, 0-3, 0-4) | D1 Vipers de Montpellier | Patinoire de La Garde |

| 25 octobre 2011 | Gaulois de Châlons-en-Champagne D3 | 1-13 (0-7, 1-3, 0-3) | D1 Scorpions de Mulhouse | Patinoire Cités Glace 340 spectateurs |

| 25 octobre 2011 | Étoile noire de Strasbourg LM | 2-1 (pr) (1-0, 0-0, 0-1, 1-0) | LM Dauphins d'Épinal | Patinoire Iceberg 1 325 spectateurs |

| 25 octobre 2011 | Ducs de Dijon LM | 7-3 (0-1, 4-0, 3-2) | D1 Phénix de Reims | Patinoire municipale de Dijon 374 spectateurs |

| 25 octobre 2011 | Lynx de Valence D1 | 0-4 (0-1, 0-2, 0-1) | LM Diables rouges de Briançon | Patinoire du Polygone, Valence 551 spectateurs |

| Feuille de match | Feuille de match | Feuille de match | Feuille de match | Feuille de match                |
| ---------------- | ---------------- | ---------------- | --- | ------------------------------- |
|                  |                  | 0-1 0-2 0-3 0-4  | 17 min 14 s, Walls (Castonguay, Bourgaut) 32 min 26 s, Szirányi (Terglav, Rohat) 35 min 1 s, Selan (Castonguay, Rohat) 49 min 14 s, Bourgaut (Terglav, Rohat) SN | Arbitrage : Grémion Barbez Popa |
| Jérémy Valentin  | Gardiens         | Ander Alcaine    | | Arbitrage : Grémion Barbez Popa |
| 18 min           | Pénalités        | 14 min           | | Arbitrage : Grémion Barbez Popa |
|                  |                  |                  | | Arbitrage : Grémion Barbez Popa |

## Huitièmes de finale
| 22 novembre 2011 | Diables rouges de Briançon LM | 3-0 (2-0, 0-0, 1-0) | LM Rapaces de Gap | Patinoire René Froger 1 088 spectateurs |

| Feuille de match | Feuille de match | Feuille de match  | Feuille de match | Feuille de match                |
| ---------------- | --- | ----------------- | ---------------- | ------------------------------- |
|                  | 8 min 5 s, Rohat (Dubec, Bourgaut) 14 min 32 s, Pérez (Bernier, Walls) 59 min 50 s, Walls (Dubec, Szélig) cage vide | 1-0 2-0 3-0       |                  | Arbitrage : Velay Barbez Grabit |
| Ander Alcaine    | Gardiens | Michael Zacharias |                  | Arbitrage : Velay Barbez Grabit |
| 8 min            | Pénalités | 29 min            |                  | Arbitrage : Velay Barbez Grabit |
|                  | |                   |                  | Arbitrage : Velay Barbez Grabit |

| 22 novembre 2011 | Vipers de Montpellier D1 | 6-1 (1-0, 1-1, 4-0) | LM Brûleurs de loups de Grenoble | Patinoire Végapolis 1 075 spectateurs |

| Feuille de match | Feuille de match | Feuille de match            | Feuille de match                            | Feuille de match                   |
| ---------------- | --- | --------------------------- | ------------------------------------------- | ---------------------------------- |
|                  | 10 min 48 s, Frecon (Urusev) 25 min 20 s, Urusev (Danilics, Croz) 40 min 53 s, Visnak supériorité numérique 42 min 26 s, Petrov (Czuba) 43 min 31 s, Czuba (Wolgemuth) supériorité numérique 47 min 2 s, Delisle (Hamon) | 1-0 1-1 2-1 3-1 4-1 5-1 6-1 | 23 min 29 s, Arrossamena (Baylacq, Tartari) | Arbitrage : Colleoni Gielly Barthe |
| Daniel Palmkvist | Gardiens | Ronan Quemener              |                                             | Arbitrage : Colleoni Gielly Barthe |
| 26 min           | Pénalités | 8 min                       |                                             | Arbitrage : Colleoni Gielly Barthe |
|                  | |                             |                                             | Arbitrage : Colleoni Gielly Barthe |

| 22 novembre 2011 | Scorpions de Mulhouse D1 | 2-4 (1-1, 0-2, 1-1) | LM Ducs de Dijon | Patinoire Illberg 1 126 spectateurs |

| Feuille de match | Feuille de match                                                                                   | Feuille de match        | Feuille de match | Feuille de match                   |
| ---------------- | -------------------------------------------------------------------------------------------------- | ----------------------- | --- | ---------------------------------- |
|                  | 19 min 39 s, Ottosson (Alner, Cerny) supériorité numérique 45 min 5 s, Kapicka (Cerny, Lachapelle) | 0-1 1-1 1-2 1-3 2-3 2-4 | 17 min 57 s, Gascon (Riendeau, Guttig) 22 min 31 s, Guttig (Gascon, Riendeau) 39 min 11 s, Riendeau (Guttig, Gascon) supériorité numérique 59 min 25 s, Gascon (Guttig, Quessandier) cage vide | Arbitrage : Fabre Courgeon Roueche |
| Radovan Hurajt   | Gardiens                                                                                           | Ramón Sopko             | | Arbitrage : Fabre Courgeon Roueche |
| 12 min           | Pénalités                                                                                          | 14 min                  | | Arbitrage : Fabre Courgeon Roueche |
|                  | |                         | | Arbitrage : Fabre Courgeon Roueche |

| 22 novembre 2011 | Pingouins de Morzine LM | 1-5 (1-2, 0-2, 0-1) | LM Étoile noire de Strasbourg | Skoda Arena 450 spectateurs |

| Feuille de match      | Feuille de match                                             | Feuille de match        | Feuille de match | Feuille de match                        |
| --------------------- | ------------------------------------------------------------ | ----------------------- | --- | --------------------------------------- |
|                       | 14 min 59 s, Smyth (Shields, Koivunen) supériorité numérique | 0-1 1-1 1-2 1-3 1-4 1-5 | 3 min 38 s, Gallagher (Cayer) 18 min 35 s, Cayer (Devin, Kuuluvainen) supériorité numérique 25 min 15 s, Česnek (Cibuľa) 27 min 35 s, Dufournet (Tarantino, Young) 57 min 9 s, Cibuľa (Franck) infériorité numérique et cage vide | Arbitrage : Mendlowictz Margry Peurière |
| Henry Corentin Buysse | Gardiens                                                     | Vladimír Hiadlovský     | | Arbitrage : Mendlowictz Margry Peurière |
| 6 min                 | Pénalités                                                    | 16 min                  | | Arbitrage : Mendlowictz Margry Peurière |
|                       |                                                              |                         | | Arbitrage : Mendlowictz Margry Peurière |

| 22 novembre 2011 | Ducs d'Angers LM | 2-6 (0-1, 0-2, 2-3) | LM Dragons de Rouen | Patinoire du Haras 1 100 spectateurs |

| Feuille de match | Feuille de match                                                                  | Feuille de match                | Feuille de match | Feuille de match                    |
| ---------------- | --------------------------------------------------------------------------------- | ------------------------------- | --- | ----------------------------------- |
|                  | 49 min 19 s, Henderson (Michel, Igier) 49 min 19 s, Fortier (Bélanger, Bellemare) | 0-1 0-2 0-3 0-4 1-4 2-4 2-5 2-6 | 11 min 48 s, Manavian (Thinel, Salmivirta) supériorité numérique 24 min 56 s, Paré (Elomo, Demén-Willaume) supériorité numérique 39 min 40 s, Thinel (Guénette, Elomo) 43 min 22 s, Guénette (Thinel) infériorité numérique 53 min 55 s, Thinel (Elomo) 58 min 12 s, Rech | Arbitrage : Bergamelli Dehaen Furet |
| Andrej Hočevar   | Gardiens                                                                          | Fabrice Lhenry                  | | Arbitrage : Bergamelli Dehaen Furet |
| 28 min           | Pénalités                                                                         | 36 min                          | | Arbitrage : Bergamelli Dehaen Furet |
|                  |                                                                                   |                                 | | Arbitrage : Bergamelli Dehaen Furet |

| 22 novembre 2011 | Peaux-Rouges d'Évry D2 | 3-7 (1-2, 1-3, 1-2) | D1 Albatros de Brest | Patinoire François Le Comte 300 spectateurs |

| Feuille de match | Feuille de match                                                                                          | Feuille de match                        | Feuille de match | Feuille de match                   |
| ---------------- | --- | --------------------------------------- | --- | ---------------------------------- |
|                  | 16 min 0 s, Desmets (Jones, Gentilleau) 24 min 3 s, Jones (Morette, Pousset) 44 min 13 s, Desmets (Jones) | 0-1 0-2 1-2 2-2 2-3 2-4 2-5 3-5 3-6 3-7 | 4 min 41 s, Lemoine (Croteau, Pard) 9 min 57 s, Croteau (Pard, Poulin) double supériorité numérique 29 min 2 s, Prosvic (Avenel, Lefebvre) 32 min 51 s, Croteau (Pard) 38 min 31 s, Lefebvre (Prosvic) supériorité numérique 55 min 37 s, Hennebert (Avenel, Lefebvre) double supériorité numérique 57 min 24 s, Sevcik (Ballet, Rubin) double supériorité numérique | Arbitrage : Rauline Metaisn Crégut |
| Julien Roullier  | Gardiens                                                                                                  | Arnaud Goetz                            | | Arbitrage : Rauline Metaisn Crégut |
| 72 min           | Pénalités                                                                                                 | 20 min                                  | | Arbitrage : Rauline Metaisn Crégut |
|                  | |                                         | | Arbitrage : Rauline Metaisn Crégut |

| 22 novembre 2011 | Français Volants de Paris D2 | 1-5 (0-0, 1-2, 0-3) | LM Gothiques d'Amiens | Palais omnisports de Paris-Bercy |

| Feuille de match | Feuille de match                                            | Feuille de match        | Feuille de match | Feuille de match                   |
| ---------------- | ----------------------------------------------------------- | ----------------------- | --- | ---------------------------------- |
|                  | 33 min 43 s, Mazzone (Pépy, Amsellem) supériorité numérique | 0-1 0-2 1-2 1-3 1-4 1-5 | 31 min 22 s, Tomášek (Basic, Nikolov) supériorité numérique 32 min 30 s, Bergin (Trabichet, Morissette) 47 min 8 s, Claireaux (Bergin, Bachet) 56 min 11 s, Morissette (Bergin, Bachet) 59 min 52 s, Bardet (Bault, Rzeszutko) | Arbitrage : Bourreau Caillot Kahli |
|                  |                                                             |                         | | Arbitrage : Bourreau Caillot Kahli |
| 32 min           | Pénalités                                                   | 20 min                  | | Arbitrage : Bourreau Caillot Kahli |
|                  |                                                             |                         | | Arbitrage : Bourreau Caillot Kahli |

| 29 novembre 2011 | Lions de Lyon D1 | 3-6 (0-2, 1-3, 2-1) | LM Ours de Villard-de-Lans | Patinoire Charlemagne 1 238 spectateurs |

| Feuille de match | Feuille de match                                                                                      | Feuille de match                    | Feuille de match | Feuille de match                                      |
| ---------------- | --- | ----------------------------------- | --- | ----------------------------------------------------- |
|                  | 33 min 49 s, To Landry (Duchosal) 41 min 22 s, Olsson (Dubaj) 42 min 58 s, Olsson (Figon, Combe) (SN) | 0-1 0-2 0-3 0-4 0-5 1-5 2-5 3-5 3-6 | 6 min 24 s, Beran (Sedlak) 19 min 26 s, Beran 23 min 53 s, Beran (Bouchard) 25 min 14 s, Diaferia (Szabo) 26 min 25 s, Canzanello (Szabo) (IN) 44 min 5 s, Bouchard (TP) | Arbitrage : Damien Bliek Gildas Fontaine, Adrian Popa |
| Richard          | Gardiens                                                                                              | Favarin                             | | Arbitrage : Damien Bliek Gildas Fontaine, Adrian Popa |
|                  | |                                     | | Arbitrage : Damien Bliek Gildas Fontaine, Adrian Popa |
|                  | |                                     | | Arbitrage : Damien Bliek Gildas Fontaine, Adrian Popa |

## Quarts de finale
| 21 décembre 2011 | Ducs de Dijon LM | 5-1 (2-0, 1-1, 2-0) | D1 Albatros de Brest | Patinoire Trimolet 978 spectateurs |

| Feuille de match | Feuille de match | Feuille de match        | Feuille de match                  | Feuille de match                  |
| ---------------- | --- | ----------------------- | --------------------------------- | --------------------------------- |
|                  | 14 min 58 s, Dugas (Gascon, Arnaud) 18 min 34 s, Gascon (Kevorkian) 26 min 38 s, Decock (Arnaud, Borjesson) 46 min 13 s, Riendeau 55 min 24 s, Decock (Gascon, Riendeau) | 1-0 2-0 3-0 3-1 4-1 5-1 | 33 min 46 s, Pard (Ballet, Rubin) | Arbitrage : Velay Crégut Fontaine |
| Ramón Sopko      | Gardiens | Landry Macrez           |                                   | Arbitrage : Velay Crégut Fontaine |
| 8 min            | Pénalités | 14 min                  |                                   | Arbitrage : Velay Crégut Fontaine |
|                  | |                         |                                   | Arbitrage : Velay Crégut Fontaine |

| 21 décembre 2011 | Dragons de Rouen LM | 5-2 (1-1, 1-0, 3-1) | LM Ours de Villard-de-Lans | Île Lacroix 2 167 spectateurs |

| Feuille de match | Feuille de match | Feuille de match            | Feuille de match                                                 | Feuille de match                  |
| ---------------- | --- | --------------------------- | ---------------------------------------------------------------- | --------------------------------- |
|                  | 10 min 57 s, Elomo (Guénette, Desrosiers) 22 min 50 s, Salmivirta (Lampérier, Janil) 43 min 30 s, Thinel (Santala, Guénette) 45 min 4 s, Santala (Mallette, Desrosiers) 57 min 32 s, Guénette (Elomo, Thinel) | 1-0 1-1 2-1 3-1 4-1 4-2 5-2 | 14 min 11 s, Thauwald (Bouchard, Sedlák) 53 min 28 s, Canzanello | Arbitrage : Hauchart Loos Caillot |
| Fabrice Lhenry   | Gardiens | Romain Farruggia            |                                                                  | Arbitrage : Hauchart Loos Caillot |
| 6 min            | Pénalités | 10 min                      |                                                                  | Arbitrage : Hauchart Loos Caillot |
|                  | |                             |                                                                  | Arbitrage : Hauchart Loos Caillot |

| 21 décembre 2011 | Gothiques d'Amiens LM | 3-2 (1-1, 1-0, 1-1) | LM Diables rouges de Briançon | Coliséum |

| Feuille de match | Feuille de match                                                             | Feuille de match    | Feuille de match                                  | Feuille de match                  |
| ---------------- | ---------------------------------------------------------------------------- | ------------------- | ------------------------------------------------- | --------------------------------- |
|                  | 13 min 1 s, Nikolov (Beron) 38 min 2 s, Béron (Roussel) 59 min 17 s, Tomášek | 0-1 1-1 2-1 2-2 3-2 | 2 min 29 s, Bernier (Caudron) 48 min 0 s, Terglav | Arbitrage : Bliek Boniface Dehaen |
| Léo Bertein      | Gardiens                                                                     | Ander Alcaine       |                                                   | Arbitrage : Bliek Boniface Dehaen |
| 4 min            | Pénalités                                                                    | 12 min              |                                                   | Arbitrage : Bliek Boniface Dehaen |
|                  |                                                                              |                     |                                                   | Arbitrage : Bliek Boniface Dehaen |

| 21 décembre 2011 | Étoile noire de Strasbourg LM | 3-0 (2-0, 1-0, 0-0) | D1 Vipers de Montpellier | L'Iceberg 1 598 spectateurs |

| Feuille de match    | Feuille de match | Feuille de match | Feuille de match | Feuille de match                              |
| ------------------- | --- | ---------------- | ---------------- | --------------------------------------------- |
|                     | 14 min 30 s, Kuuluvainen (Cayer) supériorité numérique 19 min 26 s, Kuuluvainen (Cibuľa) supériorité numérique 29 min 37 s, Devin (Correia, Marcos) | 1-0 2-0 3-0      |                  | Arbitrage : Fabre Courgeon Torribio Rousselin |
| Vladimír Hiadlovský | Gardiens | Daniel Palmkvist |                  | Arbitrage : Fabre Courgeon Torribio Rousselin |
| 14 min              | Pénalités | 16 min           |                  | Arbitrage : Fabre Courgeon Torribio Rousselin |
|                     | |                  |                  | Arbitrage : Fabre Courgeon Torribio Rousselin |

## Demi-finales
| 3 janvier 2012 | Dragons de Rouen LM | 4-1 (1-0, 2-1, 1-0) | LM Étoile noire de Strasbourg | L'Île Lacroix 2 012 spectateurs |

| Feuille de match | Feuille de match | Feuille de match    | Feuille de match                                                | Feuille de match                  |
| ---------------- | --- | ------------------- | --------------------------------------------------------------- | --------------------------------- |
|                  | 18 min 13 s, Manavian (Mallette, Desrosiers) 29 min 14 s, Mallette supériorité numérique 33 min 12 s, Paré (Mallette, Lhenry) 56 min 21 s, Manavian (Desrosiers, Santala) | 1-0 2-0 3-0 3-1 4-1 | 38 min 7 s, Cruchandeau (Marcos, Correia) supériorité numérique | Arbitrage : Colleoni Caillot Loos |
| Fabrice Lhenry   | Gardiens | Vladimír Hiadlovský |                                                                 | Arbitrage : Colleoni Caillot Loos |
| 40 min           | Pénalités | 30 min              |                                                                 | Arbitrage : Colleoni Caillot Loos |
|                  | |                     |                                                                 | Arbitrage : Colleoni Caillot Loos |

| 3 janvier 2012 | Ducs de Dijon LM | 4-1 (1-0, 3-0, 0-1) | LM Gothiques d'Amiens | Trimolet 873 spectateurs |

| Feuille de match | Feuille de match | Feuille de match    | Feuille de match                        | Feuille de match                   |
| ---------------- | --- | ------------------- | --------------------------------------- | ---------------------------------- |
|                  | 19 min 31 s, Arnaud (Guttig, Jarvis) 35 min 28 s, Riendeau supériorité numérique 35 min 43 s, Decock (Guttig, Arnaud) 36 min 31 s, Ritz (Riendeau, Guttig) | 1-0 2-0 3-0 4-0 4-1 | 48 min 14 s, Tomášek (Rzeszutko, Basic) | Arbitrage : Bourreau Margry Gielly |
| Billy Thompson   | Gardiens | Ramón Sopko         |                                         | Arbitrage : Bourreau Margry Gielly |
| 10 min           | Pénalités | 10 min              |                                         | Arbitrage : Bourreau Margry Gielly |
|                  | |                     |                                         | Arbitrage : Bourreau Margry Gielly |

## Finale
| 29 janvier 2012 | Dragons de Rouen LM | 6-7 (pr) (1-0, 2-3, 3-3, 0-1) | LM Ducs de Dijon | POPB, Paris 13 362 spectateurs |

| Feuille de match | Feuille de match | Feuille de match                                    | Feuille de match | Feuille de match                                                         |
| ---------------- | --- | --------------------------------------------------- | --- | ------------------------------------------------------------------------ |
|                  | 16 min 47 s, Thinel (Guénette, Mallette) SN - 33 min 59 s, Guénette (Thinel) double SN 34 min 19 s, Rech (Paré) - 40 min 40 s, Guénette (Thinel) IN - 50 min 13 s, Desrosiers (Mallette, Werenka) SN 54 min 4 s, Thinel (Rech, Guénette) - | 1-0 1-1 1-2 2-2 3-2 3-3 3-4 4-4 4-5 4-6 5-6 6-6 6-7 | - 21 min 30 s, Decock (Gascon) SN 28 min 6 s, G. Da Costa (Kevorkian, S. Dugas) - 38 min 19 s, Riendeau SN 40 min 18 s, Riendeau (Gascon) double SN 42 min 0 s, Guttig (Riendeau, Gascon) 46 min 26 s, Riendeau (Kevorkian) - 61 min 24 s, Ritz (Guttig) | Arbitrage : Nicolas Barbez Jimmy Bergamelli David Courgeon Pierre Dehaen |
| Sebastian Ylönen | Gardiens | Ramón Sopko                                         | | Arbitrage : Nicolas Barbez Jimmy Bergamelli David Courgeon Pierre Dehaen |
| 28 min           | Pénalités | 14 min                                              | | Arbitrage : Nicolas Barbez Jimmy Bergamelli David Courgeon Pierre Dehaen |
|                  | |                                                     | | Arbitrage : Nicolas Barbez Jimmy Bergamelli David Courgeon Pierre Dehaen |

- Meilleur joueur : Yanick Riendeau (Dijon).

### Vainqueurs
| Vainqueur Coupe de France 2012 Ducs de Dijon | Gardiens de but : Ramón Sopko, Joffrey Pingrit Défenseurs : Benoît Quessandier, Andrej Mrena, Kyle Shearer-Hardy, Quentin Mahier, Frederick Borjesson, Cédric Custosse, Robert Jarvis Attaquants : Mathias Arnaud, Thomas Decock (A), Martin Gascon (C), Yanick Riendeau, Nicolas Ritz, Anthony Guttig (A), Gabriel Da Costa, Erwan Pain, Stephen Dugas, Aram Kevorkian, Loïc Chabert Entraîneur en chef : Jarmo Tolvanen |

## Nombre d'équipes par division et par tour
| Divisions / Manches   | Premier tour | Seizièmes de finale | Huitièmes de finale | Quarts de finale | Demi- finales | Finale |
| --------------------- | ------------ | ------------------- | ------------------- | ---------------- | ------------- | ------ |
| Ligue Magnus 14 clubs | Exempts      | 14                  | 10                  | 6                | 4             | 2      |
| Division 1 8 clubs    | Exempts      | 8                   | 4                   | 2                | -             | -      |
| Division 2 15 clubs   | 15           | 9                   | 2                   | -                | -             | -      |
| Division 3 5 clubs    | 5            | 1                   | -                   | -                | -             | -      |
| Total                 | 20           | 32                  | 16                  | 8                | 4             | 2      |